# СТС Kids
«CTC Kids» — российский телеканал для детей, запущенный медиахолдингом «СТС Медиа». Начал вещание 6 июля 2018 года. Канал вещает в кабельных и спутниковых сетях.
Телеканал для детей, которые любят хорошие мультфильмы и для родителей, которые хотят, чтобы их дети обучались развлекаясь. Миссия телеканала — помочь родителям развивать и обучать их малышей.
Телеканал не является самостоятельным юридическим лицом, входит в структуру АО «СТС».

## История
Идея создания телеканала принадлежит гендиректору «СТС» Вячеславу Муругову. Первоначально телеканалу предполагалось присвоить несколько другое название — «СТС Дети». Работа по созданию телеканала шла ещё в 2013 году. Его планировали запустить одновременно с «СТС Love» (начавшем вещание в феврале 2014 года), но тогда это не удалось.
Вторая попытка запуска телеканала (уже с новым названием — СТС Kids) состоялась через год после запуска СТС Love. Планировалось запустить телеканал 1 июня 2015 года. Вместе с этим планировалось забрендировать утренний блок мультфильмов на СТС. Но по неизвестным причинам запуск снова не состоялся.
Вернулись к идее только через три года позже, 5 марта 2018 года. 19 марта 2018 года стало известно что будет руководить телеканалом Лев Макаров. Стало известно, что СТС Kids запустится в районе лета-осени 2018 года.
Вещание телеканала началось 5 июля в 14:30 в тестовом вещании, а полноценное — 6 июля в 6:00. 
В январе 2019 года холдинг «СТС Медиа» создал Дирекцию анимации, задачей которой является развитие собственных анимационных проектов «СТС Kids»: как продолжение прежних, так и создание новых.
Целевая аудитория — дети от 5 до 12 лет, основное ядро: 6-10 лет. Сетка вещания состоит из российских и зарубежных мультсериалов, образовательных и развлекательных программ собственного производства (к примеру, развивающая программа «Развлечеба» с котом Кубокотом и музыкальное шоу «Тыц-парад» с ведущими — известными блогерами Настей Князевой и Вовой Левченко).

## Передачи
По утверждению создателей, при составлении сетки передач учитываются рекомендации экспертов с факультета психологии Московского государственного университета, что позволяет наиболее эффективно чередовать разные виды деятельности — развлечение, обучение, двигательные активности.
Как сообщалось, «на начальном этапе» большую часть контента для нового телеканала планировалось закупать у зарубежных студий, среди которых Universal, 41 Entertainment, Portfolio Entertainment, Lagardère, ZDF Enterprises. Также планировалось показывать советcкие мультфильмы производства студии «Союзмультфильм» и юмористический киножурнал «Ералаш». Затем холдинг «СТС Медиа» планировал развивать собственное производство анимации, причём премьера собственного мультсериала «Царевны» состоялась уже в том же 2018 году.
В 2023 году мультсериалы от DreamWorks исчезли из сетки вещания телеканала из-за невозможности продлить лицензию. Вместо них телеканал начал показывать мультсериалы от Mondo TV и от российского дистрибьютора CLS Media, а в 2024 году в эфир также были добавлены мультсериалы от Cyber Group Studios.

### 0+
- А ты знаешь?
- Братья Кратт: Зов природы
- Джерри и космический десант
- Дикий кот
- Динотракс
- Доки
- Достать Эйса
- Ералаш
- Как подружиться с эмоциями
- Кибергонка
- Команда Турбо
- Кот в шляпе
- Лекси и Лотти
- Легенды Спарка
- Монстры и пираты
- Новые приключения кота Леопольда
- Обо всём на свете
- Оливия
- Олли: Весёлый грузовичок
- Отель у овечек
- Петроникс
- Питер Пэн. Новые приключения
- Развлечёба
- Рисовабрь
- Смешарики
- Снежная Королева: Хранители Чудес
- Тинга-Тинга
- Три кота
- Фиксики
- Царевны
- Четыре с половиной друга
- Эддисон

### 6+
- Агент Маус
- Академия героев
- Академия пиратов
- Академия Скайлендеров
- Алиса знает, что делать!
- Арчибальд в поисках большего
- Босс Молокосос: снова в деле
- Вкусные истории
- Волк
- Где Уолли?
- Да здравствует король Джулиан
- Детектив Финник
- Детки с Харви стрит
- Джордж из джунглей
- Дом: Приключения Дар и О
- Домовёнок Плюх
- Драконы. Гонки по краю
- Драконы. Защитники Олуха
- Драконы: Команда спасения
- Драконы и всадники Олуха
- Египтус
- Звери в загоне
- История изобретений
- Как приручить дракона. Возвращение
- Капитан Флинн и пираты-динозавры
- Карли – искательница приключений. Древнее королевство
- Каспер: Школа ужаса
- Киберскорость
- Книга джунглей
- Книга джунглей: Сафари
- Команда Турбо
- Конг-король обезьян
- Крошка Пэт
- Кухня KIDS
- Лаб-шоу
- Лекси и Лотти
- Лекс и Плу. Космические таксисты
- Маги: Истории Аркадии
- Мадагаскар: маленькие и дикие
- Марыля. В поисках дивников
- Метеогерои
- Мир Кевина
- Мишки-братишки. Осколки кристалла
- Мишки-братишки. План монстра
- Мини-ниндзя
- Могучая кучка
- Морси
- Музыкальные клипы СТС Kids
- Недетский бизнес
- Непоседы
- Несносные детки
- Новая песня года
- Ограбление по-зверски
- Океанский патруль
- Охотники за волшебством
- Охотники на троллей
- Остров сокровищ
- Очумелые орехи
- Пакман в мире привидений
- Пираты по соседству
- Поддельный кот
- Подсказки из зоопарка
- Поймай Тинипин! Королевство эмоций
- Приключения Кота в сапогах
- Приключения Нефертины
- Приколы Зака
- Профипорт
- Распаковка LOL Surprise OMG с Настей Князевой
- Робозуна
- Семейка Крудс. Начало
- Скиннеры
- Смайлы
- Соник Бум
- Спирит: Дух свободы
- Супер Лайк Шоу
- Супер монстры
- Тарзан и Джейн
- Трое с небес: Истории Аркадии
- Тролли: Троллетопия
- Тролли: праздник продолжается
- Тролли из Трои
- Тыц-парад[12]
- Тэффи
- Уроки рисования
- ХороШоу
- Хронодетки
- Четыре с половиной друга
- Шоу Мистера Пибоди и Шермана
- Шоу Насти и Вовы
- Шоу профессора Бинокса
- Эпические истории капитана Подштанника
- Эрнест и Ребекка

### 12+
- Академия сверхъестественного
- Драгонеро. Сказания Паладинов
- Каменный век
- Научный парень
- Очень странные делишки
- Форсаж: Шпионские гонки[5]

### Кино
- Вински и порошок-невидимка
- Гостиница ОККО
- Мистер Фрог
- Мой друг дельфин Эхо
- Мой друг мистер Персиваль
- Огрики
- Побег с Фионой
- Поли
- Помогите, я уменьшил свою училку!
- Помогите, я уменьшил своих родителей!
- Помогите, я уменьшил своих друзей!
- Приключения на шоколадной фабрике
- Пчёлка Майя и Кубок мёда
- Спасатели
- Тайна семьи монстров
- Три кота и море приключений
- Трон эльфов
- Улётные букашки
- Фиш и Чип. Вредные друзья
- Царевны и Таинственная гостья

Для большей части зарубежного контента доступна оригинальная звуковая дорожка, поэтому, переключившись на язык оригинала, можно обучаться иностранным языкам.

## Руководство
Первым руководителем стал Лев Макаров, в своё время управлявший телеканалом 2х2, а с 2016 года, после перехода на работу в «СТС Медиа», телеканалом «Че».

## Награды
20 ноября 2018 года канал «СТС Kids» стал обладателем российской национальной премии в области спутникового, кабельного и интернет-телевидения «Золотой луч» в номинации «Стиль и дизайн телеканала».
Оформление телеканала было разработано под руководством генерального директора канала «СТС Love» Киры Ласкари, к моменту запуска «СТС Kids» уже отмеченного премией за «Лучший дизайн логотипа» на европейской церемонии Promax BDA Europe Awards 2018 за другую работу своей команды Ütter design, логотип СТС Love.
«СТС Kids» три раза получил премию «ТЭФИ-KIDS»: в 2019 году - в номинации «Лучший телеканал для детей», в 2020 году - в номинации «Лучший ведущий» и в 2021 году - в номинации «Лучший дизайн телеканала» 
Телеканал является четырёхкратным лауреатом премии «Большая Цифра» в номинации «Детский телеканал» (2020, 2021, 2022 и 2024 год), а программа «Развлечёба» стала обладателем этой же премии в номинации «Программа для детей и юношества».

## Эфирное вещание
- Соликамск (Пермский край) — 57 ТВК
- Москва — 34 ТВК (цифровое вещание DVB-T2, 4:00-5:00 по четвергам)